# Europa-Mannschaftsmeisterschaft im Schach 1957
Die 1. Europa-Mannschaftsmeisterschaft im Schach fand vom 22. August bis 28. August 1957 in Wien (die ersten beiden Runden) und Baden statt und war ein Mannschaftswettbewerb der stärksten Nationalteams aus Europa.
Jede Mannschaft bestand aus zehn Stammspielern und zwei Ersatzspielern.
- Organisator: Wilfried Dorazil ( Österreich)
- Hauptschiedsrichter: Harry Golombek ( England)
- Bedenkzeit: für die ersten 40 Züge 2 Stunden und 30 Minuten, danach eine Stunde für weitere 16 Züge.

## Qualifikation

### Gruppe 1
- Polen – Sowjetunion, Łódź, 23. – 25. Juli 1955

| № | Mannschaft                      | 1                              | 1                              | 2                              | 2                              |                                | +                              | −                              | =                              | Punkte                         |
| - | ------------------------------- | ------------------------------ | ------------------------------ | ------------------------------ | ------------------------------ | ------------------------------ | ------------------------------ | ------------------------------ | ------------------------------ | ------------------------------ |
| 1 | Sowjetunion                     | –                              | –                              | 9                              | 8                              |                                | 1                              | 0                              | 0                              | 17                             |
| 2 | Polen                           | 1                              | 2                              | –                              | –                              |                                | 0                              | 1                              | 0                              | 3                              |
|   | Finnland                        | abgesagt                       | abgesagt                       | abgesagt                       | abgesagt                       | abgesagt                       | abgesagt                       | abgesagt                       | abgesagt                       | abgesagt                       |
|   | Deutsche Demokratische Republik | abgesagt (Ersatz für Finnland) | abgesagt (Ersatz für Finnland) | abgesagt (Ersatz für Finnland) | abgesagt (Ersatz für Finnland) | abgesagt (Ersatz für Finnland) | abgesagt (Ersatz für Finnland) | abgesagt (Ersatz für Finnland) | abgesagt (Ersatz für Finnland) | abgesagt (Ersatz für Finnland) |

#### Mannschaftsaufstellungen

##### Sowjetunion
| №        | Spieler            | 1     | 2     |  | + | − | = | Punkte    |
| №        | Spieler            | Polen | Polen |  | + | − | = | Punkte    |
| -------- | ------------------ | ----- | ----- |  | - | - | - | --------- |
| 1        | Wassili Smyslow    | 1     | 1     |  | 2 | 0 | 0 | 2 aus 2   |
| 2        | Dawid Bronstein    | 1     | 1     |  | 2 | 0 | 0 | 2 aus 2   |
| 3        | Mark Taimanow      | ½     | 1     |  | 1 | 0 | 1 | 1½ aus 2  |
| 4        | Issaak Boleslawski | 1     | 1     |  | 2 | 0 | 0 | 2 aus 2   |
| 5        | Salo Flohr         | 1     | ½     |  | 1 | 0 | 1 | 1½ aus 2  |
| 6        | Igor Bondarewski   | 1     | 1     |  | 2 | 0 | 0 | 2 aus 2   |
| 7        | Viktor Kortschnoi  | 1     | 1     |  | 2 | 0 | 0 | 2 aus 2   |
| 8        | Jewgeni Wassjukow  | 1     | 1     |  | 2 | 0 | 0 | 2 aus 2   |
| 9        | Semjon Furman      | ½     | 0     |  | 0 | 1 | 1 | ½ aus 2   |
| 10       | Wladimir Simagin   | 1     |       |  | 1 | 0 | 0 | 1 aus 1   |
| 1r       | Alexander Nikitin  |       | ½     |  | 0 | 0 | 1 | ½ aus 1   |
| Ergebnis | Ergebnis           | 9     | 8     |  |   |   |   | 17 aus 20 |

##### Polen
| №        | Spieler               | 1           | 2           |  | + | − | = | Punkte   |
| №        | Spieler               | Sowjetunion | Sowjetunion |  | + | − | = | Punkte   |
| -------- | --------------------- | ----------- | ----------- |  | - | - | - | -------- |
| 1        | Bogdan Śliwa          | 0           | 0           |  | 0 | 2 | 0 | 0 aus 2  |
| 2        | Edward Arłamowski     | 0           | 0           |  | 0 | 2 | 0 | 0 aus 2  |
| 3        | Stanisław Gawlikowski | ½           | 0           |  | 0 | 1 | 1 | ½ aus 2  |
| 4        | Alfred Tarnowski      | 0           | 0           |  | 0 | 2 | 0 | 0 aus 2  |
| 5        | Roman Dworzyński      | 0           | ½           |  | 0 | 1 | 1 | ½ aus 2  |
| 6        | Józef Gromek          | 0           | 0           |  | 0 | 2 | 0 | 0 aus 2  |
| 7        | Zbigniew Doda         | 0           |             |  | 0 | 1 | 0 | 0 aus 1  |
| 8        | Ignacy Branicki       |             | 0           |  | 0 | 1 | 0 | 0 aus 1  |
| 9        | Kazimierz Plater      | 0           |             |  | 0 | 1 | 0 | 0 aus 1  |
| 10       | Stefan Brzózka        | ½           | 0           |  | 0 | 1 | 1 | ½ aus 2  |
| 1r       | Andrzej Pytlakowski   | 0           | 1           |  | 1 | 1 | 0 | 1 aus 2  |
| 2r       | Gedali Szapiro        |             | ½           |  | 0 | 0 | 1 | ½ aus 1  |
| Ergebnis | Ergebnis              | 1           | 2           |  |   |   |   | 3 aus 20 |

### Gruppe 2
Luxemburg, Oktober 1955
| № | Mannschaft     | 1  | 1  | 2  | 2  | 3  | 3  |  | + | − | = | Punkte |
| - | -------------- | -- | -- | -- | -- | -- | -- |  | - | - | - | ------ |
| 1 | BR Deutschland | –  | –  | 5½ | 7½ | 8½ | 8½ |  | 2 | 0 | 0 | 30     |
| 2 | Spanien        | 4½ | 2½ | –  | –  | 10 | 7½ |  | 1 | 1 | 0 | 24½    |
| 3 | Luxemburg      | 1½ | 1½ | 0  | 2½ | –  | –  |  | 0 | 2 | 0 | 5½     |

#### Mannschaftsaufstellungen

##### BRD
| Spieler          | 1            | 2            | 3         | 4         |  | + | − | = | Punkte    |
| Spieler          | Spanien 1945 | Spanien 1945 | Luxemburg | Luxemburg |  | + | − | = | Punkte    |
| ---------------- | ------------ | ------------ | --------- | --------- |  | - | - | - | --------- |
| Klaus Darga      | 1            | 1            | 1         | ½         |  | 3 | 0 | 1 | 3½ aus 4  |
| Gerhard Pfeiffer | ½            | 1            | 1         | 1         |  | 3 | 0 | 1 | 3½ aus 4  |
| Heinz Lehmann    | ½            | ½            | 1         | 1         |  | 2 | 0 | 2 | 3 aus 4   |
| Ludwig Rellstab  | ½            | ½            | 1         | ½         |  | 1 | 0 | 3 | 2½ aus 4  |
| Karl Gilg        | 0            | 0            | 1         | 1         |  | 2 | 2 | 0 | 2 aus 4   |
| Wilfried Lange   | 0            | 1            | 1         | 1         |  | 3 | 1 | 0 | 3 aus 4   |
| Wolfram Bialas   | 1            | ½            | ½         | 1         |  | 2 | 0 | 2 | 3 aus 4   |
| Baldur Hönlinger | ½            |              |           | 1         |  | 1 | 0 | 1 | 1½ aus 2  |
| Paul Tröger      | 1            | 1            | 1         | 1         |  | 4 | 0 | 0 | 4 aus 4   |
| Egon Joppen      | ½            | 1            | 0         |           |  | 1 | 1 | 1 | 1½ aus 3  |
| Sigmund Wolk     |              | 1            | 1         | ½         |  | 2 | 0 | 1 | 2½ aus 3  |
| Ergebnis         | 5½           | 6½           | 8½        | 8½        |  |   |   |   | 30 aus 40 |

##### Spanien
| Spieler                    | 1         | 2         | 3           | 4           |  | + | − | = | Punkte     |
| Spieler                    | Luxemburg | Luxemburg | Deutschland | Deutschland |  | + | − | = | Punkte     |
| -------------------------- | --------- | --------- | ----------- | ----------- |  | - | - | - | ---------- |
| Román Torán Albero         | 1         | 1         | 0           | 0           |  | 2 | 2 | 0 | 2 aus 4    |
| Jaime Lladó Lumbera        | 1         | 1         | ½           | 0           |  | 2 | 1 | 1 | 2½ aus 4   |
| Francisco José Pérez Pérez | 1         | ½         | ½           | ½           |  | 1 | 0 | 3 | 2½ aus 4   |
| Miguel Albareda Creus      | 1         | 1         | ½           | ½           |  | 2 | 0 | 2 | 3 aus 4    |
| Jesús Rodríguez García     | 1         | 0         | 1           | 1           |  | 3 | 1 | 0 | 3 aus 4    |
| Jaume Mora Corbera         | 1         | 1         | 1           | 0           |  | 3 | 1 | 0 | 3 aus 4    |
| Eduardo Franco Raymundo    | 1         | 0         | 0           | ½           |  | 1 | 2 | 1 | 1½ aus 4   |
| Pedro Puig Pulido          | 1         | 1         | ½           | 0           |  | 2 | 1 | 1 | 2½ aus 4   |
| Rafael Llorens Llorens     | 1         | 1         | 0           | 0           |  | 2 | 2 | 0 | 2 aus 4    |
| Fernando Rubio Aguado      | 1         | 1         | ½           | 0           |  | 2 | 1 | 1 | 2½ aus 4   |
| Ergebnis                   | 10        | 7½        | 4½          | 2½          |  |   |   |   | 24½ aus 40 |

##### Luxemburg
| Spieler           | 1            | 2            | 3           | 4           |  | + | − | = | Punkte    |
| Spieler           | Spanien 1945 | Spanien 1945 | Deutschland | Deutschland |  | + | − | = | Punkte    |
| ----------------- | ------------ | ------------ | ----------- | ----------- |  | - | - | - | --------- |
| Charles Dörner    |              |              | 0           | ½           |  | 0 | 1 | 1 | ½ aus 2   |
| Fernand Wantz     | 0            | 0            | 0           | 0           |  | 0 | 4 | 0 | 0 aus 4   |
| Louis Philippe    | 0            | 0            | 0           | 0           |  | 0 | 4 | 0 | 0 aus 4   |
| Nicolas Sadler    | 0            | ½            | 0           | ½           |  | 0 | 2 | 2 | 1 aus 4   |
| Alphonse Conrady  | 0            | 0            | 0           | 0           |  | 0 | 4 | 0 | 0 aus 4   |
| Nicolas Stalter   | 0            | 1            | 0           | 0           |  | 1 | 3 | 0 | 1 aus 4   |
| Raymond Schneider | 0            |              | ½           |             |  | 0 | 1 | 1 | ½ aus 2   |
| Aloyse Neu        | 0            |              | 0           | 0           |  | 0 | 3 | 0 | 0 aus 3   |
| Jean-Marie Weber  | 0            | 0            | 1           | 0           |  | 1 | 3 | 0 | 1 aus 4   |
| Christophe Marz   | 0            | 1            | 0           | 0           |  | 1 | 3 | 0 | 1 aus 4   |
| Jean Dahm         | 0            | 0            |             | ½           |  | 0 | 2 | 1 | ½ aus 3   |
| Joseph Moes       |              | 0            |             |             |  | 0 | 1 | 0 | 0 aus 1   |
| Reisdörfer        |              | 0            |             |             |  | 0 | 1 | 0 | 0 aus 1   |
| Ergebnis          | 0            | 2½           | 1½          | 1½          |  |   |   |   | 5½ aus 40 |

### Gruppe 3
- Österreich – Niederlanden, Wien, 30. – 31. Oktober 1955
- Niederlanden – Tschechoslowakei, Rotterdam, 1955
- Tschechoslowakei – Österreich, Prag, 1955

| № | Mannschaft       | 1  | 1  | 2  | 2  | 3  | 3  |  | + | − | = | Punkte |
| - | ---------------- | -- | -- | -- | -- | -- | -- |  | - | - | - | ------ |
| 1 | Tschechoslowakei | –  | –  | 6  | 5½ | 5½ | 5½ |  | 2 | 0 | 0 | 22½    |
| 2 | Österreich       | 4  | 4½ | –  | –  | 5½ | 6  |  | 1 | 1 | 0 | 20     |
| 3 | Niederlande      | 4½ | 4½ | 4½ | 4  | –  | –  |  | 0 | 2 | 0 | 17½    |

#### Mannschaftsaufstellungen

##### Tschechoslowakei
| Spieler            | 1           | 2           | 3          | 4          |  | + | − | = | Punkte     |
| Spieler            | Niederlande | Niederlande | Osterreich | Osterreich |  | + | − | = | Punkte     |
| ------------------ | ----------- | ----------- | ---------- | ---------- |  | - | - | - | ---------- |
| Miroslav Filip     | 1           | ½           | ½          | ½          |  | 1 | 0 | 3 | 2½ aus 4   |
| Luděk Pachman      | 1           | 1           | 1          | ½          |  | 3 | 0 | 1 | 3½ aus 4   |
| Jaroslav Šajtar    | ½           | 0           | ½          | ½          |  | 0 | 1 | 3 | 1½ aus 4   |
| Ján Šefc           | ½           | ½           |            |            |  | 0 | 0 | 2 | 1 aus 2    |
| Josef Rejfíř       | ½           | ½           | 1          | ½          |  | 1 | 0 | 3 | 2½ aus 4   |
| Ladislav Alster    | ½           | ½           | ½          | 1          |  | 1 | 0 | 3 | 2½ aus 4   |
| František Pithart  | 0           | 0           |            |            |  | 0 | 2 | 0 | 0 aus 2    |
| Maximilián Ujtelky | 0           | 1           | ½          | 1          |  | 2 | 1 | 1 | 2½ aus 4   |
| Jiří Fichtl        | 1           | 1           | ½          | 1          |  | 3 | 0 | 1 | 3½ aus 4   |
| Jaroslav Ježek     | ½           | ½           | ½          | 0          |  | 0 | 1 | 3 | 1½ aus 4   |
| Vlastimil Štulík   |             |             | 0          | ½          |  | 0 | 1 | 0 | ½ aus 2    |
| Július Kozma       |             |             | 1          | 0          |  | 1 | 1 | 0 | 1 aus 2    |
| Ergebnis           | 5½          | 5½          | 6          | 5½         |  |   |   |   | 22½ aus 40 |

##### Österreich
| Spieler               | 1           | 2           | 3                | 4                |  | + | − | = | Punkte    |
| Spieler               | Niederlande | Niederlande | Tschechoslowakei | Tschechoslowakei |  | + | − | = | Punkte    |
| --------------------- | ----------- | ----------- | ---------------- | ---------------- |  | - | - | - | --------- |
| Karl Robatsch         |             |             | ½                | ½                |  | 0 | 0 | 2 | 1 aus 2   |
| Josef Lokvenc         | ½           | ½           | 0                | ½                |  | 0 | 1 | 3 | 1½ aus 4  |
| Alfred Beni           | 0           | 0           | ½                | ½                |  | 0 | 2 | 2 | 1 aus 4   |
| Anton Kinzel          | ½           | 1           | ½                | 0                |  | 1 | 1 | 2 | 2 aus 4   |
| Hans Busek            | 1           | 0           | ½                | 0                |  | 1 | 2 | 1 | 1½ aus 4  |
| Franz Auer            | 0           | 1           | 0                | ½                |  | 1 | 2 | 1 | 1½ aus 4  |
| Ernst Stöckl          |             |             | ½                | 0                |  | 0 | 1 | 1 | ½ aus 2   |
| Alexander Prameshuber | ½           | 1           | ½                | 1                |  | 2 | 0 | 2 | 3 aus 4   |
| Richard Hein          | ½           | ½           |                  |                  |  | 0 | 0 | 2 | 1 aus 2   |
| Josef Platt           | 1           |             |                  |                  |  | 1 | 0 | 0 | 1 aus 1   |
| Max Dorn              |             | 1           | 1                | ½                |  | 2 | 0 | 1 | 2½ aus 3  |
| Felix Winiwarter      | 1           | 1           | 0                | 1                |  | 3 | 1 | 0 | 3 aus 4   |
| Ernst Fischer         | ½           | 0           |                  |                  |  | 0 | 1 | 1 | ½ aus 2   |
| Ergebnis              | 5½          | 6           | 4                | 4½               |  |   |   |   | 20 aus 40 |

##### Niederlande
| Spieler             | 1          | 2          | 3                | 4                |  | + | − | = | Punkte     |
| Spieler             | Osterreich | Osterreich | Tschechoslowakei | Tschechoslowakei |  | + | − | = | Punkte     |
| ------------------- | ---------- | ---------- | ---------------- | ---------------- |  | - | - | - | ---------- |
| Max Euwe            | ½          | ½          | 0                | ½                |  | 0 | 1 | 3 | 1½ aus 4   |
| Johannes Donner     |            |            | 0                | 0                |  | 0 | 2 | 0 | 0 aus 2    |
| Lodewijk Prins      | 1          | 1          | ½                | 1                |  | 3 | 0 | 1 | 3½ aus 4   |
| Hans Bouwmeester    | ½          | 0          | ½                | ½                |  | 0 | 1 | 3 | 1½ aus 4   |
| Haije Kramer        | 0          | 1          | ½                | ½                |  | 1 | 1 | 2 | 2 aus 4    |
| Willem Mühring      |            |            | ½                | ½                |  | 0 | 0 | 2 | 1 aus 2    |
| Theo van Scheltinga |            |            | 1                | 1                |  | 2 | 0 | 0 | 2 aus 2    |
| Carel Van den Berg  |            |            | 1                | 0                |  | 1 | 1 | 0 | 1 aus 2    |
| Eduard Spanjaard    | 1          | 0          | 0                | 0                |  | 1 | 3 | 0 | 1 aus 4    |
| Constant Orbaan     | ½          | 0          | ½                | ½                |  | 0 | 1 | 3 | 1½ aus 4   |
| Johan Barendregt    | ½          | ½          |                  |                  |  | 0 | 0 | 2 | 1 aus 2    |
| Louis Stumpers      | 0          | 0          |                  |                  |  | 0 | 2 | 0 | 0 aus 2    |
| Jan Visser          | 0          | 0          |                  |                  |  | 0 | 2 | 0 | 0 aus 2    |
| Klaas Bergsma       | ½          | 1          |                  |                  |  | 1 | 0 | 1 | 1½ aus 2   |
| Ergebnis            | 4½         | 4          | 4½               | 4½               |  |   |   |   | 17½ aus 40 |

### Gruppe 4
- Rumänien – Frankreich, Bucharest, 1955
- Jugoslawien – Rumänien, Belgrad, 28. – 30. Januar 1956
- Frankreich – Jugoslawien, Vichy, 1. – 3. Juni 1956

| № | Mannschaft  | 1  | 1 | 2  | 2  | 3  | 3  |  | + | − | = | Punkte |
| - | ----------- | -- | - | -- | -- | -- | -- |  | - | - | - | ------ |
| 1 | Jugoslawien | –  | – | 6½ | 7  | 7½ | 6  |  | 2 | 0 | 0 | 27     |
| 2 | Rumänien    | 3½ | 3 | –  | –  | 7  | 6½ |  | 1 | 1 | 0 | 20     |
| 3 | Frankreich  | 2½ | 4 | 3  | 3½ | –  | –  |  | 0 | 2 | 0 | 13     |

#### Mannschaftsaufstellungen

##### Jugoslawien
| Spieler              | 1             | 2             | 3          | 4          |  | + | − | = | Punkte    |
| Spieler              | Rumänien 1948 | Rumänien 1948 | Frankreich | Frankreich |  | + | − | = | Punkte    |
| -------------------- | ------------- | ------------- | ---------- | ---------- |  | - | - | - | --------- |
| Svetozar Gligorić    | 1             | 1             | ½          | ½          |  | 2 | 0 | 2 | 3 aus 4   |
| Borislav Ivkov       | 1             | ½             | 1          | ½          |  | 2 | 0 | 2 | 3 aus 4   |
| Aleksandar Matanović | 1             | 1             | 1          | ½          |  | 3 | 0 | 1 | 3½ aus 4  |
| Petar Trifunović     | ½             | ½             | ½          | ½          |  | 0 | 0 | 4 | 2 aus 4   |
| Vasja Pirc           | ½             | ½             | 1          | ½          |  | 1 | 0 | 3 | 2½ aus 4  |
| Nikola Karaklajić    | 1             | ½             |            |            |  | 1 | 0 | 1 | 1½ aus 2  |
| Braslav Rabar        | 0             | 1             | 1          | ½          |  | 2 | 1 | 1 | 2½ aus 4  |
| Borislav Milić       | ½             | ½             | 0          | 1          |  | 1 | 1 | 2 | 2 aus 4   |
| Mijo Udovčić         |               |               | 1          | ½          |  | 1 | 0 | 1 | 1½ aus 2  |
| Božidar Đurašević    | 1             | ½             | 1          | ½          |  | 2 | 0 | 2 | 3 aus 4   |
| Dragoljub Janošević  | 0             | 1             | ½          | 1          |  | 2 | 1 | 1 | 2½ aus 4  |
| Ergebnis             | 6½            | 7             | 7½         | 6          |  |   |   |   | 27 aus 40 |

##### Rumänien
| Spieler               | 1          | 2          | 3                                              | 4                                              |  | + | − | = | Punkte    |
| Spieler               | Frankreich | Frankreich | Jugoslawien Sozialistische Föderative Republik | Jugoslawien Sozialistische Föderative Republik |  | + | − | = | Punkte    |
| --------------------- | ---------- | ---------- | ---------------------------------------------- | ---------------------------------------------- |  | - | - | - | --------- |
| Octavio Troianescu    | 0          | ½          | 0                                              | ½                                              |  | 0 | 2 | 2 | 1 aus 4   |
| Ion Bălănel           | 1          | 1          | 0                                              | 0                                              |  | 2 | 2 | 0 | 2 aus 4   |
| Victor Ciocâltea      | ½          | ½          | 0                                              | ½                                              |  | 0 | 1 | 3 | 1½ aus 4  |
| Alexander Günsberger  |            |            | 0                                              | 0                                              |  | 0 | 2 | 0 | 0 aus 2   |
| Mihai Rădulescu       |            |            | ½                                              | ½                                              |  | 0 | 0 | 2 | 1 aus 2   |
| Veniamin Urseanu      |            |            | ½                                              | ½                                              |  | 0 | 0 | 2 | 1 aus 2   |
| Ivan Halic            |            |            | 0                                              | ½                                              |  | 0 | 1 | 1 | ½ aus 2   |
| Eugen Costea          | ½          | ½          |                                                |                                                |  | 0 | 0 | 2 | 1 aus 2   |
| Bela Soos             | 0          | 1          | 1                                              | 0                                              |  | 2 | 2 | 0 | 2 aus 4   |
| Stefan Erdélyi        | 1          | 1          |                                                |                                                |  | 2 | 0 | 0 | 2 aus 2   |
| Gheorghe Alexandrescu | 1          | ½          |                                                |                                                |  | 1 | 0 | 1 | 1½ aus 2  |
| Petre Vlad Seimeanu   | 1          | 0          |                                                |                                                |  | 1 | 1 | 0 | 1 aus 2   |
| Theodor Ghițescu      | 1          | 1          | 1                                              | 0                                              |  | 3 | 1 | 0 | 3 aus 4   |
| Julius Szabo          |            |            | ½                                              | ½                                              |  | 0 | 0 | 2 | 1 aus 2   |
| Gheorghe Mititelu     | 1          | ½          |                                                |                                                |  | 1 | 0 | 1 | 1½ aus 2  |
| Ergebnis              | 7          | 6½         | 3½                                             | 3                                              |  |   |   |   | 20 aus 40 |

##### Frankreich
| Spieler                  | 1             | 2             | 3                                              | 4                                              |  | + | − | = | Punkte    |
| Spieler                  | Rumänien 1948 | Rumänien 1948 | Jugoslawien Sozialistische Föderative Republik | Jugoslawien Sozialistische Föderative Republik |  | + | − | = | Punkte    |
| ------------------------ | ------------- | ------------- | ---------------------------------------------- | ---------------------------------------------- |  | - | - | - | --------- |
| Ossip Bernstein          |               |               | ½                                              | ½                                              |  | 0 | 0 | 2 | 1 aus 2   |
| André Muffang            | 1             | ½             | 0                                              | ½                                              |  | 1 | 1 | 2 | 2 aus 4   |
| Chantal Chaudé de Silans | 0             | 0             |                                                |                                                |  | 0 | 2 | 0 | 0 aus 2   |
| Sylvain Burstein         | ½             | ½             |                                                |                                                |  | 0 | 0 | 2 | 1 aus 2   |
| César Boutteville        |               |               | 0                                              | ½                                              |  | 0 | 1 | 1 | ½ aus 2   |
| Maurice Raizman          |               |               | 0                                              | ½                                              |  | 0 | 1 | 1 | ½ aus 2   |
| Claude Hugot             |               |               | ½                                              | ½                                              |  | 0 | 0 | 2 | 1 aus 2   |
| Georges Noradounguian    |               |               | 1                                              | 0                                              |  | 1 | 1 | 0 | 1 aus 2   |
| David Galula             |               |               | 0                                              | ½                                              |  | 0 | 1 | 1 | ½ aus 2   |
| Jacques Planté           |               |               | 0                                              | ½                                              |  | 0 | 1 | 1 | ½ aus 2   |
| Henry Catozzi            |               |               | 0                                              | ½                                              |  | 0 | 1 | 1 | ½ aus 2   |
| Volf Bergraser           | ½             | ½             |                                                |                                                |  | 0 | 0 | 2 | 1 aus 2   |
| André Sansas             | 1             | 0             | ½                                              | 0                                              |  | 1 | 2 | 1 | 1½ aus 4  |
| René Pillon              | 0             |               |                                                |                                                |  | 0 | 1 | 0 | 0 aus 1   |
| André Léoni              |               | 0             |                                                |                                                |  | 0 | 1 | 0 | 0 aus 1   |
| Jean Ravinet             | 0             | ½             |                                                |                                                |  | 0 | 1 | 1 | ½ aus 2   |
| Charles Aubert           | 0             | 1             |                                                |                                                |  | 1 | 1 | 0 | 1 aus 2   |
| François Penel           | 0             | 0             |                                                |                                                |  | 0 | 2 | 0 | 0 aus 2   |
| Pierre Rolland           | 0             | ½             |                                                |                                                |  | 0 | 1 | 1 | ½ aus 2   |
| Ergebnis                 | 3             | 3½            | 2½                                             | 4                                              |  |   |   |   | 13 aus 40 |

## Finale
| №  | Mannschaft       | 1  | 1  | 2  | 2  | 3  | 3  | 4  | 4  |  | + | − | = | Punkte |
| -- | ---------------- | -- | -- | -- | -- | -- | -- | -- | -- |  | - | - | - | ------ |
| 1. | Sowjetunion      | –  | –  | 6  | 4  | 8½ | 6½ | 7½ | 8½ |  | 5 | 1 | 0 | 41     |
| 2. | Jugoslawien      | 4  | 6  | –  | –  | 4½ | 6½ | 6  | 7  |  | 4 | 2 | 0 | 34     |
| 3. | Tschechoslowakei | 1½ | 3½ | 5½ | 3½ | –  | –  | 5  | 5½ |  | 2 | 3 | 1 | 24½    |
| 4. | BR Deutschland   | 2½ | 1½ | 4  | 3  | 5  | 4½ | –  | –  |  | 0 | 5 | 1 | 20½    |

### Mannschaftsaufstellungen

#### Sowjetunion
| №        | Spieler            | 1                | 2           | 3                                              | 4                | 5           | 6                                              |  | + | − | = | Punkte    |
| №        | Spieler            | Tschechoslowakei | Deutschland | Jugoslawien Sozialistische Föderative Republik | Tschechoslowakei | Deutschland | Jugoslawien Sozialistische Föderative Republik |  | + | − | = | Punkte    |
| -------- | ------------------ | ---------------- | ----------- | ---------------------------------------------- | ---------------- | ----------- | ---------------------------------------------- |  | - | - | - | --------- |
| 1        | Wassili Smyslow    | 1                | ½           | ½                                              | 0                | 1           | ½                                              |  | 2 | 1 | 3 | 3½ aus 6  |
| 2        | Paul Keres         | ½                | ½           | ½                                              | 1                | ½           |                                                |  | 1 | 0 | 4 | 3 aus 5   |
| 3        | Dawid Bronstein    | 1                | ½           | ½                                              | 1                | 1           | ½                                              |  | 3 | 0 | 3 | 4½ aus 6  |
| 4        | Michail Tal        | ½                | 1           |                                                | 0                | 1           | ½                                              |  | 2 | 1 | 2 | 3 aus 5   |
| 5        | Boris Spasski      | ½                | 1           | ½                                              |                  | 1           | ½                                              |  | 2 | 0 | 3 | 3½ aus 5  |
| 6        | Tigran Petrosjan   | 1                | 1           | ½                                              | 1                |             | ½                                              |  | 3 | 0 | 2 | 4 aus 5   |
| 7        | Mark Taimanow      | 1                |             | ½                                              | ½                | 1           | ½                                              |  | 2 | 0 | 3 | 3½ aus 5  |
| 8        | Viktor Kortschnoi  | 1                | 1           | 1                                              | 1                | 1           | ½                                              |  | 5 | 0 | 1 | 5½ aus 6  |
| 9        | Alexander Tolusch  | 1                | 1           | 1                                              | ½                | ½           |                                                |  | 3 | 0 | 2 | 4 aus 5   |
| 10       | Issaak Boleslawski | 1                | ½           | ½                                              | ½                |             | ½                                              |  | 1 | 0 | 4 | 3 aus 5   |
| 1r       | Juri Awerbach      |                  |             | ½                                              | 1                | ½           | 0                                              |  | 1 | 1 | 2 | 2 aus 4   |
| 2r       | Lew Aronin         |                  | ½           |                                                |                  | 1           | 0                                              |  | 1 | 1 | 1 | 1½ aus 3  |
| Ergebnis | Ergebnis           | 8½               | 7½          | 6                                              | 6½               | 8½          | 4                                              |  |   |   |   | 41 aus 60 |

#### Jugoslawien
| №        | Spieler              | 1           | 2                | 3           | 4           | 5                | 6           |  | + | − | = | Punkte    |
| №        | Spieler              | Deutschland | Tschechoslowakei | Sowjetunion | Deutschland | Tschechoslowakei | Sowjetunion |  | + | − | = | Punkte    |
| -------- | -------------------- | ----------- | ---------------- | ----------- | ----------- | ---------------- | ----------- |  | - | - | - | --------- |
| 1        | Svetozar Gligorić    | ½           | ½                | ½           | ½           | ½                | ½           |  | 0 | 0 | 6 | 3 aus 6   |
| 2        | Aleksandar Matanović | ½           | 0                | ½           | ½           | ½                | ½           |  | 0 | 1 | 5 | 2½ aus 6  |
| 3        | Borislav Ivkov       | 0           | 1                | ½           | 1           | ½                | ½           |  | 2 | 1 | 3 | 3½ aus 6  |
| 4        | Petar Trifunović     | ½           | ½                | ½           | ½           | 1                |             |  | 1 | 0 | 4 | 3 aus 5   |
| 5        | Andrija Fuderer      | 0           | ½                | ½           | 1           | 1                | ½           |  | 2 | 1 | 3 | 3½ aus 6  |
| 6        | Nikola Karaklajić    | 1           | 0                | ½           | ½           | ½                |             |  | 1 | 1 | 3 | 2½ aus 5  |
| 7        | Srećko Nedeljković   | 1           | ½                | 0           | 1           | 1                | ½           |  | 3 | 1 | 2 | 4 aus 6   |
| 8        | Borislav Milić       | ½           | ½                |             |             | ½                | ½           |  | 0 | 0 | 4 | 2 aus 4   |
| 9        | Mario Bertok         | 1           | ½                | 0           | ½           |                  | ½           |  | 1 | 1 | 3 | 2½ aus 5  |
| 10       | Braslav Rabar        | 1           |                  | ½           | 1           | ½                | ½           |  | 2 | 0 | 3 | 3½ aus 5  |
| 1r       | Božidar Đurašević    |             |                  | ½           | ½           |                  | 1           |  | 1 | 0 | 2 | 2 aus 3   |
| 2r       | Tomislav Rakić       |             | ½                |             |             | ½                | 1           |  | 1 | 0 | 2 | 2 aus 3   |
| Ergebnis | Ergebnis             | 6           | 4½               | 4           | 7           | 6½               | 6           |  |   |   |   | 34 aus 60 |

#### Tschechoslowakei
| №        | Spieler            | 1           | 2                                              | 3           | 4           | 5                                              | 6           |  | + | − | = | Punkte     |
| №        | Spieler            | Sowjetunion | Jugoslawien Sozialistische Föderative Republik | Deutschland | Sowjetunion | Jugoslawien Sozialistische Föderative Republik | Deutschland |  | + | − | = | Punkte     |
| -------- | ------------------ | ----------- | ---------------------------------------------- | ----------- | ----------- | ---------------------------------------------- | ----------- |  | - | - | - | ---------- |
| 1        | Miroslav Filip     | 0           | ½                                              | ½           | 1           | ½                                              | ½           |  | 1 | 1 | 4 | 3 aus 6    |
| 2        | Luděk Pachman      | ½           | 1                                              | ½           | 0           | ½                                              | 1           |  | 2 | 1 | 3 | 3½ aus 6   |
| 3        | Ladislav Alster    | 0           | 0                                              | ½           |             | ½                                              | 0           |  | 0 | 3 | 2 | 1 aus 5    |
| 4        | František Zíta     | ½           |                                                | ½           | 0           | 0                                              | ½           |  | 0 | 2 | 3 | 1½ aus 5   |
| 5        | Július Kozma       | ½           | ½                                              | 1           | 1           | 0                                              | 1           |  | 3 | 1 | 2 | 4 aus 6    |
| 6        | Ján Šefc           | 0           | ½                                              | ½           | 0           |                                                | 0           |  | 0 | 3 | 2 | 1 aus 5    |
| 7        | Jiří Fichtl        | 0           | 1                                              | ½           | ½           | ½                                              | ½           |  | 1 | 1 | 4 | 3 aus 6    |
| 8        | František Pithart  | 0           | ½                                              |             | 0           |                                                | ½           |  | 0 | 2 | 2 | 1 aus 4    |
| 9        | Josef Rejfíř       | 0           | ½                                              | ½           | ½           | 0                                              | ½           |  | 0 | 2 | 4 | 2 aus 6    |
| 10       | Jaroslav Ježek     | 0           |                                                | ½           | ½           | ½                                              | 1           |  | 1 | 1 | 3 | 2½ aus 5   |
| 1r       | František Blatný   |             | ½                                              | 0           |             | ½                                              |             |  | 0 | 1 | 2 | 1 aus 3    |
| 2r       | Maximilián Ujtelky |             | ½                                              |             | 0           | ½                                              |             |  | 0 | 1 | 2 | 1 aus 3    |
| Ergebnis | Ergebnis           | 1½          | 5½                                             | 5           | 3½          | 3½                                             | 5½          |  |   |   |   | 24½ aus 60 |

#### BR Deutschland
| №        | Spieler           | 1                                              | 2           | 3                | 4                                              | 5           | 6                |  | + | − | = | Punkte     |
| №        | Spieler           | Jugoslawien Sozialistische Föderative Republik | Sowjetunion | Tschechoslowakei | Jugoslawien Sozialistische Föderative Republik | Sowjetunion | Tschechoslowakei |  | + | − | = | Punkte     |
| -------- | ----------------- | ---------------------------------------------- | ----------- | ---------------- | ---------------------------------------------- | ----------- | ---------------- |  | - | - | - | ---------- |
| 1        | Wolfgang Unzicker | ½                                              | ½           | ½                | ½                                              | 0           | ½                |  | 0 | 1 | 5 | 2½ aus 6   |
| 2        | Klaus Darga       | ½                                              |             | ½                | ½                                              | ½           | 0                |  | 0 | 1 | 4 | 2 aus 5    |
| 3        | Lothar Schmid     | 1                                              | ½           | ½                |                                                | 0           | 1                |  | 2 | 1 | 2 | 3 aus 5    |
| 4        | Gerhard Pfeiffer  | ½                                              | ½           | ½                | 0                                              |             | ½                |  | 0 | 1 | 4 | 2 aus 5    |
| 5        | Rudolf Teschner   | 1                                              | 0           | 0                | ½                                              | 0           | 0                |  | 1 | 4 | 1 | 1½ aus 6   |
| 6        | Heinz Lehmann     | 0                                              | 0           | ½                | 0                                              | 0           | 1                |  | 1 | 4 | 1 | 1½ aus 6   |
| 7        | Herbert Heinicke  | 0                                              | 0           | ½                | ½                                              | 0           |                  |  | 0 | 3 | 2 | 1 aus 5    |
| 8        | Georg Kieninger   | ½                                              | 0           | ½                | 0                                              | 0           | ½                |  | 0 | 3 | 3 | 1½ aus 6   |
| 9        | Ludwig Rellstab   | 0                                              | 0           | ½                | ½                                              | ½           | ½                |  | 0 | 2 | 4 | 2 aus 6    |
| 10       | Walter Jäger      | 0                                              | ½           | 1                | 0                                              | ½           | ½                |  | 1 | 2 | 3 | 2½ aus 6   |
| 1r       | Karl Gilg         |                                                | ½           |                  | ½                                              | 0           | 0                |  | 0 | 2 | 2 | 1 aus 4    |
| Ergebnis | Ergebnis          | 4                                              | 2½          | 5                | 3                                              | 1½          | 4½               |  |   |   |   | 20½ aus 60 |

## Beste Brettergebnisse
| №  | Spieler            | Land             | Ergebnis |
| -- | ------------------ | ---------------- | -------- |
| 1  | Wassili Smyslow    | Sowjetunion      | 3½ aus 6 |
| 2  | Paul Keres         | Sowjetunion      | 3 aus 5  |
| 3  | Dawid Bronstein    | Sowjetunion      | 4½ aus 6 |
| 4  | Michail Tal        | Sowjetunion      | 3½ aus 6 |
| 5  | Július Kozma       | Tschechoslowakei | 4 aus 6  |
| 6  | Tigran Petrosjan   | Sowjetunion      | 4 aus 5  |
| 7  | Srećko Nedeljković | Jugoslawien      | 4 aus 6  |
| 8  | Viktor Kortschnoi  | Sowjetunion      | 5½ aus 6 |
| 9  | Alexander Tolusch  | Sowjetunion      | 4 aus 5  |
| 10 | Braslav Rabar      | Jugoslawien      | 3½ aus 5 |
| 1r | Božidar Đurašević  | Jugoslawien      | 2 aus 3  |
| 2r | Tomislav Rakić     | Jugoslawien      | 2 aus 3  |